# تپه دیبی
تپه دیبی مربوط به هزاره ۵ و ۴ قبل از میلاد است و در شهرستان مراغه، بخش مرکز ی، دهستان سراجوی شمالی، ۵۰۰ متری روستای چاوان باغ واقع شده و این اثر در تاریخ ۲۷ اسفند ۱۳۸۶ با شمارهٔ ثبت ۲۲۵۳۴ به‌عنوان یکی از آثار ملی ایران به ثبت رسیده است.